# Inge Solbrig-Combrinck
Inge Solbrig-Combrinck (* 20. April 1944 in Kassel als Ingeborg Solbrig) ist eine deutsche Schauspielerin, Synchronsprecherin und Dialogbuchautorin.

## Leben
Sie war mit dem Synchronregisseur und Synchronsprecher Ivar Combrinck bis zu dessen Tod im Jahr 2006 verheiratet; zusammen haben sie zwei Kinder, Butz Combrinck und Caroline Combrinck.

## Synchronrollen inDie Simpsons
- Die Lehrerin der 4. Klasse Edna Krabappel. (OV: Marcia Wallace)
- Die TV-Katze Scratchy. (OV: Harry Shearer)
- Die TV-Maus Itchy. (OV: Dan Castellaneta)
- Die verrückte Katzenlady Eleanor Abernathy. (OV: Tress MacNeille)
- Die strenge Richterin Constance Harm. (OV: Jane Kaczmarek)
- Homers Mutter Mona Simpson (ab Staffel 7) (OV: Glenn Close)

Darüber hinaus spricht sie immer wieder Rollen, die nur einmal in der Serie auftauchen.
Darunter sind auch Rollen, die im Original von berühmten Personen gesprochen werden.
Wie z. B.
- Kathleen Turner
- Meryl Streep
- Pamela Reed
- Lucy Lawless
- Frances Sternhagen

## Synchronrollen (Auswahl)

### Filme
- 1983: Ginger Rogers in Die 42. Straße als Ann Lowell
- 1987: Swoosie Kurtz in Schlappschuss als Shirley Upton
- 1993: Beth Grant in Stephen Kings Stark als Shayla Beaumont
- 1994: Susan Tyrrell in Interview mit einem Vampir als Vampir
- 1998: Christine Willes in Eine wüste Bescherung als Beauftragte des Rennens
- 1998: Edie McClurg in Columbo: Das Aschenpuzzle als Mrs. Lerby
- 1998: Fionnula Flanagan in Lang lebe Ned Devine! als Annie O’Shea
- 1999: Estelle Harris in Toy Story 2 als Charlotte Naseweis
- 2000: Carol MacReady in 102 Dalmatiner als Agnes
- 2000: Harriet Sansom Harris in Memento als Mrs. Jankis
- 2000: Lauri Johnson in The Cell als Mrs. Hickson
- 2003: Hana Frejková in Hitler – Aufstieg des Bösen als Frieda
- 2005: Farida Jalal in Kuch Kuch Hota Hai – Und ganz plötzlich ist es Liebe als Mrs. Khanna
- 2006: Mitsuko Baisho in Die Chroniken von Erdsee als Händlerin
- 2007: Annette Wright in High School Musical 2 als Mrs. Hoffenfeffer
- 2007: Brenda Blethyn in Abbitte als Grace Turner

### Serien
- 1984: Yoshiko Matsuo in Alice im Wunderland als Mutter von Alice
- 1992: Verschiedene in Darkwing Duck als diverse Figuren
- 1994–1997: Dawnn Lewis in Echt super, Mr. Cooper als Robin Dumars
- 1996–1999: Jackée Harry in Sister, Sister als Lisa Landry
- 2002–2007: Alex Borstein in Family Guy als Lauretta Brown (1. Stimme)
- 2002–2011: Tress MacNeille in Futurama als Mom (2. Stimme)
- seit 2003: Keiichi Sonobe in One Piece als Terrakotta
- 2005: Janet Wright in Taken als Patty
- 2007: Hisako Kyouda in Basilisk als O–Gen
- 2014: Takayo Fischer in Retired at 35 als Asiatin

### Videospiele
- The Simpsons Hit & Run
- Die Simpsons – Das Spiel

## Dialogbuchautorin

### Serien
- Hotel
- Matt Houston
- Cagney & Lacey
- Jake und McCabe – Durch dick und dünn

## Filmografie

### Filme
- 1966: Ein Tag in Paris
- 1967: Aktien und Lorbeer
- 1968: Bel Ami

- 1972: Ein Toter stoppt den 8 Uhr 10

### Serien
- 1970: Wie ein Träne im Ozean
- 1973: Die Powenzbande
- 1974: Graf Yoster gibt sich die Ehre (Folge Zu viele Geständnisse)
- 1976–1977: Die Unternehmungen des Herrn Hans
- 1979: Timm Thaler

### Gastauftritte
- 1968: Chronik der Familie Nägele in Folge Anno 1938
- 1971: Tatort in Folge Auf offener Straße
- 1975: Wie würden Sie entscheiden? in der Folge Der heimliche Zeuge